# Шипаковское сельское поселение
Шипаковское се́льское поселе́ние — муниципальное образование в Юргинском районе Тюменской области Российской Федерации.
Административный центр — село Шипаково.

## История
Статус и границы сельского поселения установлены Законом Тюменской области от 5 ноября 2004 года № 263 «Об установлении границ муниципальных образований Тюменской области и наделении их статусом муниципального района, городского округа и сельского поселения».

## Население
| 2010 | 2011 | 2012 | 2013 | 2014 | 2015 | 2016 |
| ---- | ---- | ---- | ---- | ---- | ---- | ---- |
| 494  | ↘493 | ↘483 | ↘480 | ↗493 | ↘479 | ↘472 |
| 2017 | 2018 | 2019 | 2020 | 2021 |      |      |
| ↘466 | ↘463 | ↘456 | ↘445 | ↘414 |      |      |

## Состав сельского поселения
| № | Населённый пункт | Тип населённого пункта       | Население |
| - | ---------------- | ---------------------------- | --------- |
| 1 | Дегтярева        | деревня                      | 63        |
| 2 | Некрасово        | деревня                      | 24        |
| 3 | Шипаково         | село, административный центр | 407       |